# Plan inca

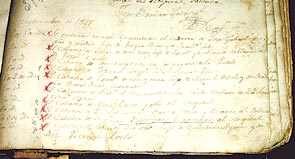
Registre du cimetière de Recoleta mentionnant l'enterrement de Juan Baustista Túpac Amaru, proposé comme roi des Provinces-Unies d'Amérique du Sud.

Le plan inca fut une proposition formulée en 1816 par Manuel Belgrano au Congrès de Tucumán, visant à couronner un Inca à la tête des Provinces-Unies d'Amérique du Sud (Argentine moderne). Quelque temps après la Déclaration d'indépendance, le Congrès s'est mis à débattre de la forme de gouvernement à utiliser. Belgrano proposa que le pays soit gouverné par une monarchie constitutionnelle dirigée par un Inca ethnique. La proposition fut soutenue par José de San Martín, Martín Miguel de Güemes et les provinces du nord, mais rencontra une forte résistance de la part de Buenos Aires. Le Congrès le rejeta finalement, créant à la place un gouvernement républicain.

## Contexte
Après le renversement du roi Ferdinand VII d'Espagne par les armées françaises lors de la guerre de la Péninsule, es colonies espagnoles d'outre-mer, comme la vice-royauté du Río de la Plata, se retrouvent avec un vide de pouvoir. Comme le roi captif avait renversé son père absolutiste Charles IV peu de temps auparavant, on pensait qu'il partageait les nouvelles idées issues du Siècle des Lumières et de la Révolution française. Dans la foulée nombreuses émeutes et rébellions la vice-royauté s'engage alors dans la guerre d'indépendance argentine. Cependant, dès la restauration de Ferdinand VII sur le trône d'Espagne en 1816 celui-ci débute une restauration absolutiste. Les patriotes, qui luttaient jusqu'à présent pour remplacer la forme de gouvernement absolutiste par une forme plus proche des nouvelles idées, deviennent alors pleinement indépendantistes.
En parallèle de la guerre d'Indépendance, la guerre civile argentine oppose Buenos Aires aux caudillos provinciaux. Buenos Aires, qui avait été capitale de la vice-royauté, avait l'intention de continuer à exercer ce pouvoir. Mais en l'absence d'un roi et de la verticale du pouvoir qui en découlait, les provinces se sentaient également capables de se gouverner de manière autonome. Les caudillos incarnaient le fort sentiment anti-Buenos Aires présent dans de nombreuses provinces.
L'Empire Inca avait pour sa part été conquis par les Espagnols plusieurs siècles auparavant et le dernier Sapa Inca, Atahualpa, exécuté en 1533. Néanmoins, l'héritage inca était encore fort parmi les populations indigènes du Haut-Pérou et la noblesse inca n'était pas entièrement éteinte.

## Développement

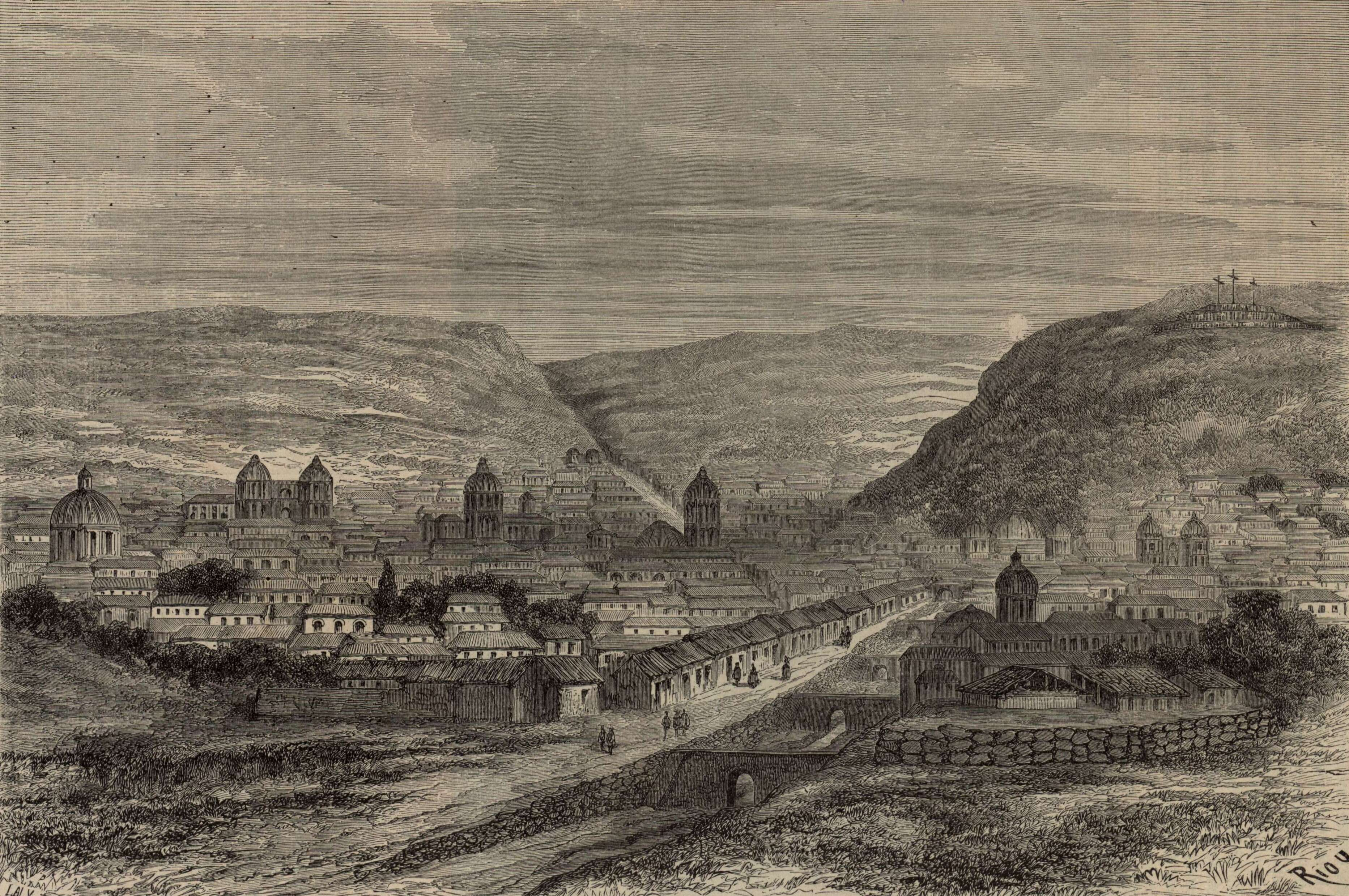
La ville de Cuzco fut proposée comme nouvelle capitale, en remplacement de Buenos Aires.

Après le retour de Ferdinand VII sur le trône d'Espagne, Manuel Belgrano et Bernardino Rivadavia furent envoyés en Europe en mission diplomatique, cherchant un soutien pour les gouvernements locaux. Ils échouèrent à cela, mais Belgrano se rendit compte que, contrairement aux années précédentes, les gouvernements républicains n'étaient pas très appréciés et les monarchies leur étaient à nouveau préférées. Il s'aperçut également que les superpuissances européennes regardaient favorablement la Révolution, jusqu'à ce qu'elle conduise à l'anarchie. Cela l'amena à proposer que les provinces soient dirigées par un monarque inca, estimantt que si le pays était gouverné par une monarchie, les puissances européennes seraient plus susceptibles de reconnaître son indépendance. En outre, en rétablissant une monarchie inca, le mouvement indépendantiste serait succeptibel de recueillir le soutien des provinces du nord et des populations indigènes. La proposition prévoyait également de désigner la ville de Cuzco, ancienne capitale de l'Empire Inca, comme capitale du pays en remplacement de Buenos Aires. L'idée, cependant, n'était pas nouvelle : dès 1790, Francisco de Miranda avait formulé des plans pour un Empire sur lequel régnerait un descendant des empereurs incas. Sa proposition consistait en une monarchie constitutionnelle, avec une branche législative divisée entre une chambre basse et une chambre haute - cette dernière avec des membres à vie choisis parmi les caciques locaux.
Un candidat possible pour être couronné après cette proposition était Dionisio Inca Yupanqui, colonel en Espagne et député aux tribunaux de Cadix en 1812, mentionné dans un courrier de Chamberlain à Castlereagh. Il avait une position sociale élevée et, en représentant le Pérou à Cadix, il était déjà politiquement notable. Un autre candidat possible était Juan Bautista Tupamaro, également connu sous le nom de Túpac Amaru.Tout comme son frère Túpac Amaru II, il prétendait être un descendant de l'ancien souverain inca Túpac Amaru,.
La proposition de Belgrano fut à nouveau discutée le 12 juillet, soulevée par Manuel Antonio de Acevedo, représentant de la province de Catamarca. Les représentants des provinces du Haut-Pérou et du nord-ouest la soutenaient, ceux de Cuyo étaient divisés, et ceux de Buenos Aires étaient contre. Les représentants de Buenos Aires - qui n'aimaient pas l'idée de perdre le pouvoir et d'être gouvernés par un gouvernement central lointain à Cusco - proposèrent à la place comme monarque le jeune prince Don Sebastián. Sebastián était membre de la maison royale espagnole (les Bourbons) mais vivait à Rio de Janeiro avec son grand-parent maternel, le roi portugais Dom João VI. Quelques années auparavant, en 1808, des patriotes hispano-américains avaient tenté de convaincre le père de Sebastián, le prince Don Pedro Carlos, d'accepter la régence au nom du roi espagnol alors captif. Sa belle-mère et tante Dona Carlota Joaquina (elle-même Bourbon espagnole et épouse de João VI) soutint le plan avec enthousiasme, espérant qu'elle pourrait gouverner les anciennes colonies espagnoles par l'intermédiaire de son neveu.
João VI vit ce plan ambitieux comme une menace pour le Portugal et le Brésil, et convainquit son neveu de refuser la proposition. Néanmoins, Carlota était résolue à quitter Rio de Janeiro pour s'établir comme régente (dans ce qui serait plus tard connu sous le nom de carlotisme) avec son fils cadet Miguel comme héritier. En mai 1809, son mari parvint à anéantir son projet en renvoyant Percy Smythe, 6e vicomte Strangford, l'amiral britannique qui la soutenait et aurait pu l'emmener à Buenos Aires avec sa flotte. En 1810, la junte de Buenos Aires, en conflit avec le gouvernement de Cadix, proposa Carlota comme reine constitutionnelle des Provinces-Unies (Argentine actuelle). Mais celle-ci voulant régner en tant que monarque absolue, Buenos Aires retira sa proposition.
Les discussions se prolongèrent tout le mois de juillet de la même année et, le 6 août, le portenien Tomás de Anchorena déclara son rejet de la proposition. Il considérait qu'il y avait des perspectives contradictoires entre les peuples du Nord et de la Pampa, ces derniers s'opposant à toute forme monarchique de gouvernement. Anchorena expliquera des années plus tard dans une correspondance avec Juan Manuel de Rosas qu'il soutenait la monarchie constitutionnelle comme forme de gouvernement mais rejetait l'idée de couronner un Inca.
Belgrano indiqua pour sa part dans une missive à Rivadavia que le projet avait recueilli un plein consensus. Martín Miguel de Güemes le soutenait également. José de San Martín avait aussi manifesté son soutien, mais demandé qu'il n'y ait qu'un seul chef d'État et non un organe gouvernemental composé de plusieurs personnes, comme les juntes ou les triumvirats qui avaient dirigé les Provinces-Unies quelque temps auparavant.
Incapables de forcer le rejet du plan inca, les représentants de Buenos Aires encouragèrent son report, tout en demandant que le Congrès soit déplacé à Buenos Aires, ce qui permettrait une plus forte influence sur son développement. Belgrano et Güemes voulaient le garder à Tucuman, mais San Martín accepta ce déplacement à condition que le siège du gouvernement du Directeur Suprême soit déplacé dans la ville de Córdoba. Buenos Aires l'emporta et le Congrès s'installa dans la ville en mars 1817.
Le Plan Inca fut oublié et le Congrès promulgua à sa place une Constitution aristocratique. Celle-ci créait également une monarchie, mais le roi n'en serait pas un Inca: il s'agirait d'un Français, le prince de Lucques (Charles II, duc de Parme). Le couronnement de De Luca fut annulé par la défaite de Buenos Aires lors de la bataille de Cepeda, qui mit fin à l'autorité des directeurs suprêmes et initia une période d'anarchie dans le pays. Le prince de Lucques était un Bourbon parent éloigné du roi d'Espagne ; les premiers ministres français Richelieu et Desolle soutenaient son accession au trône, de manière à perturber les activités britanniques dans la région. Cette démarche se fit après que le roi Louis XVIII de France eut lui-même opposé son veto au projet de Rivadavia d'inviter Louis Philippe, duc d'Orléans, comme roi.
Le duc de Lucques ne fut pas seulement proposé comme monarque argentin, mais l'idée était d'arranger un mariage entre lui et l'une des princesses brésiliennes, dont la dot comprendrait Cisplatina, alors une province brésilienne au sujet de laquelle les Provinces-Unies étaient en guerre avec l'empire du Brésil. Ce plan (impliquant à la fois le duc de Lucques et son mariage avec une princesse), approuvé par le parlement des Provinces-Unies, échoua après que le roi d'Espagne refusa - une fois de plus - d'autoriser la nomination de tout membre de sa famille en tant que monarque dans une de ses anciennes colonies.